# Esperiopsis lesliei
Esperiopsis lesliei är en svampdjursart som beskrevs av Uriz 1988. Esperiopsis lesliei ingår i släktet Esperiopsis och familjen Esperiopsidae.
Artens utbredningsområde är havet utanför Namibia. Inga underarter finns listade i Catalogue of Life.